# Giro del Piemonte 1913
Il Giro del Piemonte 1913, sesta edizione della corsa, si svolse il 24 agosto 1913 su un percorso di 230 km. La vittoria fu appannaggio dell'italiano Romolo Verde, che completò il percorso in 9h13'00", precedendo i connazionali Marcello Sussio e Giovanni Abellonio.
Sul traguardo di Torino 26 ciclisti, su 76 partiti dalla medesima località, portarono a termine la competizione.

## Ordine d'arrivo (Top 10)
| Pos. | Corridore            | Squadra       | Tempo    |
| ---- | -------------------- | ------------- | -------- |
| 1    | Romolo Verde         | Fresonara     | 9h13'00" |
| 2    | Marcello Sussio      | Torino        | a 7'00"  |
| 3    | Giovanni Abellonio   | Moncalieri    | s.t.     |
| 4    | Gaudenzio Garavaglia | Milano        | s.t.     |
| 5    | Carlo Quaglia        | Carmagnola    | s.t.     |
| 6    | Valerio Riva         | Audace Torino | a 9'00"  |
| 7    | Pierino Piacco       | Vercelli      | s.t.     |
| 8    | Ferdinando Trossi    | Torino        | a 14'00" |
| 9    | Mario Bianchi        | Trieste       | s.t.     |
| 10   | Luigi Magnotti       | Abbiategrasso | a 14'30" |